# 冰长石晕彩

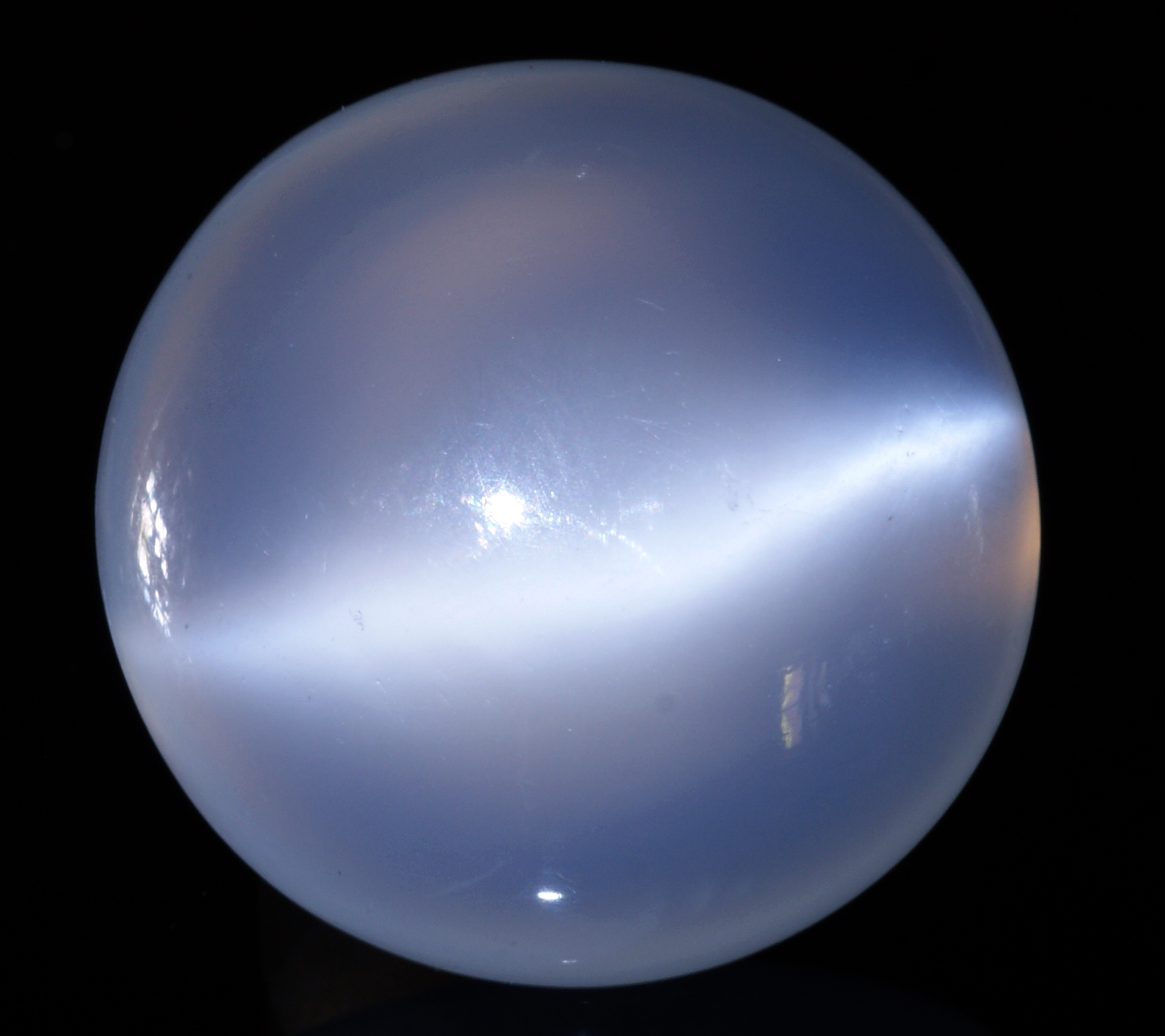
巴西米纳斯吉拉斯州圆宝石月光石中的青白光彩，该标本直径为23毫米（0.91英寸）。

冰长石晕彩（Adularescence）是一种在宝石中产生的光学现象，如月光石，光学效应类似于拉长晕彩和砂金石闪光。

## 描述
冰长石晕彩效应通常也称为「席勒效应」或“希勒效应”（shiller），最恰当的描述是乳白色、偏蓝光泽或源自宝石表面下方的辉光。席勒效应似乎随石头的转动（或光源移动时）而移动，给人一种水面上荡漾的月光般印象（月光石名称由此而来）。虽然最常见的是白色席勒效应，但在稀有标本中，会产生橙色或蓝色光泽。
 
这种效应最典型的是产生于冰长石、钾长石或正长石（KAlSi
3O
8），其名称由此而来。许多其他的宝石也呈现出冰长石晕，特别是常见的蛋白石、蔷薇石英和玛瑙。然而，由于这些其他宝石中含有夹杂物，因此显示的效果有所不同。席勒效应被夹杂物分散，显得朦胧；不朦胧的标本特指“乳白色”。因而，发生在非冰长石宝石中的冰长石晕彩被另称为“青蛋白石效应”和乳光（仅适用于蛋白石）。当席勒效应形成一条模糊的带时，据说会显示“猫眼效应”，但只有轮廓清晰的条纹才被称为“猫眼”。
 
作为一种光学现象，冰长石晕彩只出现在有光的情况下，它是光与矿物内部微结构相互作用的产物，而不是矿物本身的特性.这种效应是由两种类型的互层在近光波波长的尺度上产生的（大约0.5微米）–这会导致光的散射和干涉.

## 另请查看
- 砂金效应
- 拉长晕彩
- 光学现象
- 虹彩晶格日光石